# Zołotariowka (przystanek kolejowy)
Zołotariowka (ros. Золотарёвка) – przystanek kolejowy w pobliżu miejscowości Zołotariowka, w rejonie wiaziemskim, w obwodzie smoleńskim, w Rosji. Położony jest na linii Moskwa - Mińsk - Brześć.